# Anathallis holstii
Anathallis holstii là một loài thực vật có hoa trong họ Lan. Loài này được (Carnevali & I.Ramírez) Luer mô tả khoa học đầu tiên năm 2009.